# Tura Satana (groupe)
Pour les articles homonymes, voir Manhole et Tura Satana.
Tura Satana est un groupe américain de rock, originaire de Los Angeles, en Californie, actif entre 1994 et 1998.

## Histoire
La leader Tairrie B était déjà active en solo avant la formation du groupe et, après avoir obtenu un contrat d'enregistrement grâce à l'artiste Eazy-E, elle avait sorti l'album The Power of a Woman en 1987. Le « B » de son nom signifierait Being totally in control, Bitch, son vrai prénom est Therese, son vrai nom de famille Beth. En outre, les singles Swingin' Wit 'T et Murder She Wrote sortent en 1990 chez MCA Records. Le deuxième titre se hisse en outre dans le classement des singles britanniques. En outre, elle était également active dans le groupe Sugartooth. En 1993, elle forme le groupe Manhole, qui comprend, outre elle, le guitariste Scott Ueda, le bassiste Rico Villasenor et le batteur Marcelo Palomeno. En 1996, le groupe sorti l'album All Is Not Well, produit par Ross Robinson et enregistré au Titan Studio. La sortie est suivie d'une tournée européenne avec Fear Factory. Les deux groupes ont joué ensemble avec Drain à Cologne. Beth continue à se confronter à d'autres groupes et membres, et jusqu'à se battre avec le personnel de sécurité. 
Lors de la tournée de Fear Factory, un membre de l'équipe de route est poussé hors de la scène par des agents de sécurité quelques minutes après la fin du concert, mais il s'est défendu. Il s'est fait à nouveau voler son portefeuille. Le bassiste Rico Villasenor l'a alors attaqué pour le récupérer. Cela a dégénéré en une bagarre au cours de laquelle Villasenor a cassé une côte à quelqu'un. Villasenor a ensuite réussi à retourner au bus de tournée, dont les vitres ont été brisées et les pneus crevés par les agents de sécurité. Villasenor a alors été incarcéré. Lors d'un autre incident, un spectateur a renversé de la bière sur le visage de Beth. Comme elle détestait la bière et que ses yeux la brûlaient, elle a saisi une bouteille qui se trouvait derrière elle et l'a lancée en direction du spectateur. Elle a remarqué trop tard qu'il s'agissait d'une bouteille en verre et non en plastique. Après avoir frappé un membre de la sécurité qui, selon elle, avait frappé un spectateur sans raison, le groupe a été définitivement retiré du programme de la tournée de Fear Factory. Beth a supposé qu'il avait incité quelqu'un à lui jeter de la bière au visage, qu'elle avait vu lui et Cazares discuter avant le concert. De plus, Cazares aurait déconseillé à des groupes comme Type O Negative, Life of Agony, Machine Head et Biohazard, avec lesquels Manhole ou Tura Satana se sont produits par la suite, de ne pas se produire avec le groupe.
Vers la fin de l'année 1996, le groupe joue également avec Type O Negative et Moonspell à Hambourg. Après avoir appris qu'un groupe texan homonyme revendiquait déjà le nom du groupe, ils changent le nom du groupe en 1997 pour Tura Satana, du nom de l'actrice homonyme dans le film Faster, Pussycat! Kill! Kill! de Russ Meyer. L'employé d'A&R responsable du groupe avait fait croire aux Californiens qu'ils avaient les droits sur le nom de Manhole, ce qui n'était pas le cas. Les Texans ne voulaient pas céder les droits sur le nom, même en échange d'un paiement de 40 000 dollars.
Sous un nouveau nom, l'album Relief Through Release sort en 1997, produit par Michael Vail Blum. Il contenait entre autres une reprise de Negative Creep de Nirvana. À la fin 1997, le groupe joue à Londres avec Bullyrag et Human Waste Project. Après qu'Ueda ait préféré rester avec ses enfants à Los Angeles pour Halloween 1997 plutôt que de partir en tournée européenne avec le groupe, il est remplacé de manière permanente par Brian Harrah. Au début, Tarrie B. avait pris l'avion avec lui pour Los Angeles pendant la tournée, après des représentations en Angleterre et en Espagne et avant des concerts à Milan et Paris, depuis cette dernière ville. Selon Beth, tous les deux n'en avaient plus envie et Ueda était resté aux États-Unis, car tous les journalistes, bien qu'Ueda écrive les chansons, ne voulaient interviewer qu'elle. Au début de 1998, ils font une tournée en Grande-Bretagne avec Will Haven et Psycore, avant de se produire en Europe avec Pitchshifter, et les deux groupes jouent à Hambourg. En 1998, le groupe joue avec Sybian à Cologne. La même année, All Is Not Well est réédité par F.A.D Records sous le nouveau nom du groupe. En 1998, le groupe se sépare. Au cours de sa carrière, le groupe a également joué à Los Angeles avec des groupes comme Rage Against the Machine, Korn et Downset. Tura Satana est aussi personnellement ami avec ce dernier groupe. Le 18 janvier 2002, des membres de Tura Satana ont joué quelques chansons de Tura Satana à Hollywood avec Beths et leur nouveau groupe My Ruin pour fêter leur anniversaire.
La chanson Sick with It de Tura Satana figure sur la bande originale du thriller psychologique 8 Millimètres de Joel Schumacher, sorti en 1999.

## Style musical
Jason Ankeny d'AllMusic classe le style musical de Tura Satana dans la catégorie metal alternatif. Selon Holger Stratmann dans l'encyclopédie Rock Hard, Beth est issue de l'entourage de grands noms du gangsta rap et du hip-hop comme Dr. Dre, The D.O.C., House of Pain et Eazy-E. All Is Not Well propose un mélange de rap metal et de punk hardcore. Sur l'album, le groupe thématise les faiblesses de la société américaine. Selon Markus Kavka du Metal Hammer, les paroles sont écrites par Beth et la plupart d'entre elles traitent de l'amour et de la souffrance. De plus, lors d'une interview avec Kavka, elle a déclaré que ses textes n'étaient pas seulement influencés par des choses comme les collègues du groupe, l'amour, la mort, la religion, l'alcool, la poésie, la violence, les larmes, les rock stars, les rêves, la vengeance et la colère. Ainsi, elle aurait lu L'Enfer de Dante pendant l'enregistrement de Relief Through Release. La chanson Storage parle de Joey Castillo de Sugartooth, qui a eu une relation ratée avec Beth et qui garde encore des objets à elle dans son garage et ne veut pas les rendre. 
Dans sa critique de All Is Not Well, Matthias Mineur de Metal Hammer qualifie Beth de rappeuse. Selon Martin Popoff dans son livre The Collector's Guide of Heavy Metal Volume 3 : The Nineties, le groupe joue sur All Is Not Well du gangsta-rap metal très politique, agressif et comparable à la musique de Rage Against the Machine, Downset. et Biohazard. Relief Through Release comprend à la fois du rap et du chant. De par sa présence féminine, la musique est comparable à celle de Kittie, même si Tura Satana a une ambition littéraire. Leur style musical est une sorte de nu metal révolutionnaire. En outre, la musique peut être classée entre Scratching Post et Crisis. La pochette de Nirvana est punk et grossière.

## Discographie

### Manhole
- 1994 : Los Angeles (démo)
- 1994 : Victim (EP, Noise Records)
- 1996 : All Is Not Well (album, Noise Records)

### Tura Satana
- 1997 : 3 Song Sampler (démo)
- 1997 : Relief Through Release (album, F.A.D Records)
- 1997 : Scavenger Hunt / Piece of My Heart (single, Noise Records)
- 1998 : Venus Diablo (single, Noise Records)
- 1998 : All Is Not Well (album, F.A.D Records)